# Campeonato Mundial de Xadrez de 1993
O Campeonato Mundial de Xadrez de 1993 foi um dos mais controversos da história do xadrez, e o primeiro organizado pela Professional Chess Association. A competição foi disputada entre o campeão Garry Kasparov e o desafiante Nigel Short, que romperam com a FIDE para disputar o título pela PCA. A disputa foi realizada entre setembro e outubro em Londres em um match de 24 partidas, no qual Kasparov manteve o título na 20ª partida. De modo a cumprir a agenda da competição, Kasparov e Short realizaram as quatro partidas restantes como de exibição.

## Torneio Interzonal
Pela primeira vez um torneio interzonal foi organizado no sistema suíço, valendo 11 vagas para o Torneio de Candidatos.
| N° | Jogador                 | Rating | 1   | 2   | 3   | 4   | 5   | 6   | 7   | 8   | 9   | 10  | 11  | 12  | 13  | Total |
| -- | ----------------------- | ------ | --- | --- | --- | --- | --- | --- | --- | --- | --- | --- | --- | --- | --- | ----- |
| 1  | Boris Gelfand           | 2680   | 26= | 42+ | 03+ | 14= | 29+ | 05= | 02= | 11= | 08+ | 12= | 06= | 09= | 16+ | 9     |
| 2  | Vassily Ivanchuk        | 2680   | 54- | 41+ | 43+ | 21+ | 08+ | 48+ | 01= | 06= | 12= | 10= | 05= | 17+ | 03= | 9     |
| 3  | Viswanathan Anand       | 2610   | 32= | 44+ | 01- | 49+ | 13- | 54= | 47+ | 18= | 14= | 29+ | 37+ | 12+ | 02= | 8½    |
| 4  | Nigel Short             | 2610   | 20+ | 21- | 13- | 46= | 33+ | 24+ | 07+ | 08- | 30+ | 18+ | 11= | 06= | 12+ | 8½    |
| 5  | Gyula Sax               | 2600   | 22= | 64+ | 51+ | 08+ | 48= | 01= | 12= | 09= | 13= | 11= | 02= | 10= | 07= | 8     |
| 6  | Viktor Korchnoi         | 2630   | 31= | 33+ | 07= | 15= | 28+ | 30= | 29+ | 02= | 11= | 13= | 01= | 04= | 10= | 8     |
| 7  | Robert Hübner           | 2585   | 38= | 62+ | 06= | 16= | 17= | 18= | 04- | 19+ | 48+ | 21+ | 10= | 11= | 05= | 8     |
| 8  | Predrag Nikolić         | 2600   | 13+ | 58+ | 12+ | 05- | 02- | 19= | 40+ | 04+ | 01- | 17= | 21= | 14= | 25+ | 8     |
| 9  | Leonid Yudasin          | 2615   | 45= | 49+ | 29- | 55+ | 25+ | 14= | 48+ | 05= | 21- | 16+ | 12= | 01= | 11= | 8     |
| 10 | Sergey Dolmatov         | 2615   | 24= | 23= | 27+ | 11= | 39+ | 29= | 30+ | 12- | 15+ | 02= | 07= | 05= | 06= | 8     |
| 11 | Alexey Dreev            | 2615   | 44= | 32= | 22+ | 10= | 21= | 13+ | 14+ | 01= | 06= | 05= | 04= | 07= | 09= | 8     |
| 12 | Mikhail Gurevich        | 2640   | 43+ | 36+ | 08- | 37+ | 14= | 34+ | 05= | 10+ | 02= | 01= | 09= | 03- | 04- | 7½    |
| 13 | Branko Damljanovic      | 2515   | 08- | 53+ | 04+ | 51= | 03+ | 11- | 34+ | 16+ | 05= | 06= | 17- | 19= | 15= | 7½    |
| 14 | Kiril Georgiev          | 2580   | 57+ | 16= | 17+ | 01= | 12= | 09= | 11- | 31= | 03= | 15= | 28+ | 08= | 20= | 7½    |
| 15 | Ljubomir Ljubojevic     | 2600   | 40+ | 29= | 16= | 06= | 18= | 17= | 21= | 22+ | 10- | 14= | 36+ | 25= | 13= | 7½    |
| 16 | Jaan Ehlvest            | 2655   | 56+ | 14= | 15= | 07= | 30= | 23= | 19+ | 13- | 31+ | 09- | 22+ | 21+ | 01- | 7½    |
| 17 | Alexander Khalifman     | 2615   | 33= | 31+ | 14- | 24+ | 07= | 15= | 23+ | 21= | 29= | 08= | 13+ | 02- | 19= | 7½    |
| 18 | Yasser Seirawan         | 2635   | 42= | 26= | 30= | 56+ | 15= | 07= | 31= | 03= | 40+ | 04- | 27= | 24= | 22+ | 7½    |
| 19 | Alexei Shirov           | 2580   | 55= | 35= | 23= | 33= | 42+ | 08= | 16- | 07- | 32+ | 50+ | 29+ | 13= | 17= | 7½    |
| 20 | Jóhann Hjartarson       | 2520   | 04- | 61+ | 37- | 40- | 38+ | 36- | 45+ | 47= | 54+ | 39= | 42+ | 34+ | 14= | 7½    |
| 21 | Nick de Firmian         | 2560   | 61+ | 04+ | 48= | 02- | 11= | 37+ | 15= | 17= | 09+ | 07- | 08= | 16- | 28= | 7     |
| 22 | Gad Rechlis             | 2505   | 05= | 28= | 11- | 27+ | 47= | 25= | 46+ | 15- | 41+ | 48+ | 16- | 37+ | 18- | 7     |
| 23 | Vasil Spasov            | 2495   | 34= | 10= | 19= | 36+ | 51= | 16= | 17- | 44= | 39- | 43+ | 35= | 26= | 49+ | 7     |
| 24 | Igor Stohl              | 2525   | 10= | 34- | 45+ | 17- | 58+ | 04- | 43+ | 39+ | 50= | 37- | 44+ | 18= | 27= | 7     |
| 25 | Michael Adams           | 2590   | 46+ | 63= | 50+ | 29- | 09- | 22= | 39= | 49= | 44+ | 27= | 30+ | 15= | 08- | 7     |
| 26 | Roman Dzindzichashvili  | 2560   | 01= | 18= | 38+ | 30- | 31= | 46= | 63= | 34= | 36= | 42= | 39= | 23= | 41+ | 7     |
| 27 | Lubomir Ftacnik         | 2550   | 51- | 59+ | 10- | 22- | 64+ | 32= | 57+ | 37= | 34+ | 25= | 18= | 36= | 24= | 7     |
| 28 | Boris Gulko             | 2600   | 64= | 22= | 32= | 58+ | 06- | 47= | 41= | 36= | 33= | 31+ | 14- | 45+ | 21= | 7     |
| 29 | Joel Lautier            | 2570   | 60+ | 15= | 09+ | 25+ | 01- | 10= | 06- | 50+ | 17= | 03- | 19- | 39= | 35= | 6½    |
| 30 | Smbat Lputian           | 2575   | 59+ | 51= | 18= | 26+ | 16= | 06= | 10- | 48= | 04- | 33+ | 25- | 41= | 36= | 6½    |
| 31 | Miguel Illescas         | 2535   | 06= | 17- | 64= | 38+ | 26= | 51+ | 18= | 14= | 16- | 28- | 32= | 44+ | 37= | 6½    |
| 32 | Bozidar Ivanovic        | 2520   | 03= | 11= | 28= | 50- | 36= | 27= | 53= | 54= | 19- | 55+ | 31= | 48= | 56+ | 6½    |
| 33 | Eugenio Torre           | 2530   | 17= | 06- | 62+ | 19= | 04- | 49= | 42= | 46+ | 28= | 30- | 45- | 51+ | 48+ | 6½    |
| 34 | Simen Agdestein         | 2600   | 23= | 24+ | 63+ | 48- | 50+ | 12- | 13- | 26= | 27- | 52+ | 40+ | 20- | 39= | 6½    |
| 35 | Mihai Marin             | 2485   | 37= | 19= | 36= | 39- | 49= | 42= | 56- | 55+ | 47+ | 40= | 23= | 50= | 29= | 6½    |
| 36 | Mikhail Tal             | 2580   | 52+ | 12- | 35= | 23- | 32= | 20+ | 37= | 28= | 26= | 56+ | 15- | 27= | 30= | 6½    |
| 37 | Anthony Miles           | 2595   | 35= | 55= | 20+ | 12- | 43+ | 21- | 36= | 27= | 49+ | 24+ | 03- | 22- | 31= | 6½    |
| 38 | Jaime Sunyé Neto        | 2465   | 07= | 39= | 26- | 31- | 20- | 60= | 59= | 58+ | 53= | 47+ | 48= | 42= | 50+ | 6½    |
| 39 | Andrei Sokolov          | 2570   | 62= | 38= | 54= | 35+ | 10- | 41= | 25= | 24- | 23+ | 20= | 26= | 29= | 34= | 6½    |
| 40 | Petar Popovic           | 2520   | 15- | 60= | 42= | 20+ | 63+ | 50= | 08- | 56+ | 18- | 35= | 34- | 49= | 45= | 6     |
| 41 | Goran Cabrilo           | 2485   | 48- | 02- | 59= | 60+ | 56+ | 39= | 28= | 42= | 22- | 49+ | 50= | 30= | 26- | 6     |
| 42 | Kevin Spraggett         | 2540   | 18= | 01- | 40= | 64+ | 19- | 35= | 33= | 41= | 51+ | 26= | 20- | 38= | 46= | 6     |
| 43 | Alonso Zapata           | 2545   | 12- | 52+ | 02- | 53+ | 37- | 57= | 24- | 51- | 61+ | 23- | 58+ | 54= | 55+ | 6     |
| 44 | Ye Rongguang            | 2525   | 11= | 03- | 49- | 62+ | 55- | 58+ | 51+ | 23= | 25- | 57+ | 24- | 31- | 54+ | 6     |
| 45 | Eric Lobron             | 2535   | 09= | 50- | 24- | 59= | 52+ | 56- | 20- | 57= | 60+ | 54+ | 33+ | 28- | 40= | 6     |
| 46 | Stuart Rachels          | 2475   | 25- | 47+ | 58= | 04= | 54= | 26= | 22- | 33- | 57- | 62+ | 56= | 52+ | 42= | 6     |
| 47 | Margeir Petursson       | 2550   | 63- | 46- | 57+ | 52+ | 22= | 28= | 03- | 20= | 35- | 38- | 60+ | 56= | 59+ | 6     |
| 48 | Lajos Portisch          | 2590   | 41+ | 54+ | 21= | 34+ | 05= | 02- | 09- | 30= | 07- | 22- | 38= | 32= | 33- | 5½    |
| 49 | Ian Rogers              | 2535   | 50= | 09- | 44+ | 03- | 35= | 33= | 55+ | 25= | 37- | 41- | 53+ | 40= | 23- | 5½    |
| 50 | Rafael Vaganian         | 2630   | 49= | 45+ | 25- | 32+ | 34- | 40= | 54+ | 29- | 24= | 19- | 41= | 35= | 38- | 5½    |
| 51 | Gata Kamsky             | +27    | 27+ | 30= | 05- | 13= | 23= | 31- | 44- | 43+ | 42- | 53= | 52= | 33- | 60+ | 5½    |
| 52 | Lin Ta                  | 2435   | 36- | 43- | 61+ | 47- | 45- | 64+ | 62+ | 53= | 56= | 34- | 51= | 46- | 58+ | 5½    |
| 53 | Vassily Smyslov         | 2570   | 58- | 13- | 60+ | 43- | 57- | 59+ | 32= | 52= | 38= | 51= | 49- | 62= | 61+ | 5½    |
| 54 | Murray Chandler         | 2560   | 02+ | 48- | 39= | 63= | 46= | 03= | 50- | 32= | 20- | 45- | 61+ | 43= | 44- | 5     |
| 55 | Rico Mascariñas         | 2465   | 19= | 37= | 56= | 09- | 44+ | 63- | 49- | 35- | 59+ | 32- | 62+ | 61= | 43- | 5     |
| 56 | Walter Arencibia        | 2555   | 16- | 57+ | 55= | 18- | 41- | 45+ | 35+ | 40- | 52= | 36- | 46= | 47= | 32- | 5     |
| 57 | Herman C. van Riemsdijk | 2440   | 14- | 56- | 47- | 61+ | 53+ | 43= | 27- | 45= | 46+ | 44- | 59= | 60- | 62= | 5     |
| 58 | Fouad El Taher          | 2375   | 53+ | 08- | 46= | 28- | 24- | 44- | 60= | 38- | 62= | 61= | 43- | 59+ | 52- | 4     |
| 59 | Carlos Juárez Flores    | 2425   | 30- | 27- | 41= | 45= | 62= | 53- | 38= | 61= | 55- | 60+ | 57= | 58- | 47- | 4     |
| 60 | Leon Piasetski          | 2410   | 29- | 40= | 53- | 41- | 61= | 38= | 58= | 62= | 45- | 59- | 47- | 57+ | 51- | 3½    |
| 61 | Slahedine Hmadi         | 2335   | 21- | 20- | 52- | 57- | 60= | 62= | 64+ | 59= | 43- | 58= | 54- | 55= | 53- | 3½    |
| 62 | Assem Afifi             | 2400   | 39= | 07- | 33- | 44- | 59= | 61= | 52- | 60= | 58= | 46- | 55- | 53= | 57= | 3½    |
| 63 | Valery Salov            | 2655   | 47+ | 25= | 34- | 54= | 40- | 55+ | 26= | -   | -   | -   | -   | -   | -   | 3½    |
| 64 | Praveen Thipsay         | 2490   | 28= | 05- | 31= | 42- | 27- | 52- | 61- | -   | -   | -   | -   | -   | -   | 1     |

## Torneio de Candidatos
Os semifinalistas do torneio candidatos do ciclo anterior (Karpov, Timman, Yusupov e Speelman) entraram diretamente no Torneio de Candidatos; Karpov, finalista anterior, direto nas Quartas de Final. Eles se juntaram aos 11 primeiros colocados do Torneio Interzonal. Esses 15 jogadores jogaram uma série de partidas eliminatórias. Se os matches ficassem empatados, duas partidas de xadrez rápidos seriam jogadas até que um jogador vencesse.
As partidas preliminares foram disputadas em Sarajevo (Timman-Hübner e Gelfand-Nikolić), Wijk aan Zee (Korchnoi-Sax e Yusupov-Dolmatov), Riga (Ivanchuk-Yudasin), Londres (Short-Speelman) e Madras (Anand-Dreev ) em janeiro e fevereiro de 1991. As quartas de final foram disputadas em Bruxelas em agosto de 1991; as semifinais em Linares em abril de 1992 e a final em San Lorenzo del Escorial em janeiro de 1993.
|  | Oitavas de final 1991                         | Oitavas de final 1991 | Oitavas de final 1991 |                  |                   | Quartas de final Bruxelas, 1991 | Quartas de final Bruxelas, 1991 | Quartas de final Bruxelas, 1991 |  |               | Semifinais Linares, 1992 | Semifinais Linares, 1992 | Semifinais Linares, 1992 |  |               | Final San Lorenzo del Escorial, 1993 | Final San Lorenzo del Escorial, 1993 | Final San Lorenzo del Escorial, 1993 |
|  |                                               |                       |                       |                  |                   |                                 |                                 |                                 |  |               |                          |                          |                          |  |               |                                      |                                      |                                      |
|  | Países Baixos                                 | Jan Timman            | 4½                    |                  |                   |                                 |                                 |                                 |  |               |                          |                          |                          |  |               |                                      |                                      |                                      |
|  | Alemanha                                      | Robert Hübner         | 2½                    |                  |                   |                                 |                                 |                                 |  |               |                          |                          |                          |  |               |                                      |                                      |                                      |
|  | Alemanha                                      | Robert Hübner         | 2½                    |                  | Países Baixos     | Jan Timman                      | 4½                              |                                 |  |               |                          |                          |                          |  |               |                                      |                                      |                                      |
|  |                                               |                       |                       |                  | Países Baixos     | Jan Timman                      | 4½                              |                                 |  |               |                          |                          |                          |  |               |                                      |                                      |                                      |
|  |                                               |                       | Suíça                 | Victor Korchnoi  | 2½                |                                 |                                 |                                 |  |               |                          |                          |                          |  |               |                                      |                                      |                                      |
|  | Suíça                                         | Victor Korchnoi       | Suíça                 | Victor Korchnoi  | 2½                | 5½                              |                                 |                                 |  |               |                          |                          |                          |  |               |                                      |                                      |                                      |
|  | Suíça                                         | Victor Korchnoi       |                       |                  |                   | 5½                              |                                 |                                 |  |               |                          |                          |                          |  |               |                                      |                                      |                                      |
|  | Hungria                                       | Gyula Sax             | 4½                    |                  |                   |                                 |                                 |                                 |  |               |                          |                          |                          |  |               |                                      |                                      |                                      |
|  | Hungria                                       | Gyula Sax             | 4½                    |                  |                   |                                 |                                 |                                 |  | Países Baixos | Jan Timman               | 6                        |                          |  |               |                                      |                                      |                                      |
|  |                                               |                       |                       |                  |                   |                                 |                                 |                                 |  | Países Baixos | Jan Timman               | 6                        |                          |  |               |                                      |                                      |                                      |
|  |                                               | Alemanha              | Artur Yusupov         | 4                |                   |                                 |                                 |                                 |  |               |                          |                          |                          |  |               |                                      |                                      |                                      |
|  | Alemanha                                      | Alemanha              | Artur Yusupov         | 4                | Artur Yusupov     | 6½                              |                                 |                                 |  |               |                          |                          |                          |  |               |                                      |                                      |                                      |
|  | Alemanha                                      |                       |                       |                  | Artur Yusupov     | 6½                              |                                 |                                 |  |               |                          |                          |                          |  |               |                                      |                                      |                                      |
|  | União Soviética                               | Sergey Dolmatov       | 5½                    |                  |                   |                                 |                                 |                                 |  |               |                          |                          |                          |  |               |                                      |                                      |                                      |
|  | União Soviética                               | Sergey Dolmatov       | 5½                    |                  | Alemanha          | Artur Yusupov                   | 5½                              |                                 |  |               |                          |                          |                          |  |               |                                      |                                      |                                      |
|  |                                               |                       |                       |                  | Alemanha          | Artur Yusupov                   | 5½                              |                                 |  |               |                          |                          |                          |  |               |                                      |                                      |                                      |
|  |                                               |                       | União Soviética       | Vassily Ivanchuk | 4½                |                                 |                                 |                                 |  |               |                          |                          |                          |  |               |                                      |                                      |                                      |
|  | União Soviética                               | Vassily Ivanchuk      | União Soviética       | Vassily Ivanchuk | 4½                | 4½                              |                                 |                                 |  |               |                          |                          |                          |  |               |                                      |                                      |                                      |
|  | União Soviética                               | Vassily Ivanchuk      |                       |                  |                   | 4½                              |                                 |                                 |  |               |                          |                          |                          |  |               |                                      |                                      |                                      |
|  | União Soviética                               | Leonid Yudasin        | ½                     |                  |                   |                                 |                                 |                                 |  |               |                          |                          |                          |  |               |                                      |                                      |                                      |
|  | União Soviética                               | Leonid Yudasin        | ½                     |                  |                   |                                 |                                 |                                 |  |               |                          |                          |                          |  | Países Baixos | Jan Timman                           | 5½                                   |                                      |
|  |                                               |                       |                       |                  |                   |                                 |                                 |                                 |  |               |                          |                          |                          |  | Países Baixos | Jan Timman                           | 5½                                   |                                      |
|  |                                               | Inglaterra            | Nigel Short           | 7½               |                   |                                 |                                 |                                 |  |               |                          |                          |                          |  |               |                                      |                                      |                                      |
|  | Inglaterra                                    | Inglaterra            | Nigel Short           | 7½               | Nigel Short       | 5½                              |                                 |                                 |  |               |                          |                          |                          |  |               |                                      |                                      |                                      |
|  | Inglaterra                                    |                       |                       |                  | Nigel Short       | 5½                              |                                 |                                 |  |               |                          |                          |                          |  |               |                                      |                                      |                                      |
|  | Inglaterra                                    | Jon Speelman          | 4½                    |                  |                   |                                 |                                 |                                 |  |               |                          |                          |                          |  |               |                                      |                                      |                                      |
|  | Inglaterra                                    | Jon Speelman          | 4½                    |                  | Inglaterra        | Nigel Short                     | 5                               |                                 |  |               |                          |                          |                          |  |               |                                      |                                      |                                      |
|  |                                               |                       |                       |                  | Inglaterra        | Nigel Short                     | 5                               |                                 |  |               |                          |                          |                          |  |               |                                      |                                      |                                      |
|  |                                               |                       | União Soviética       | Boris Gelfand    | 3                 |                                 |                                 |                                 |  |               |                          |                          |                          |  |               |                                      |                                      |                                      |
|  | União Soviética                               | Boris Gelfand         | União Soviética       | Boris Gelfand    | 3                 | 5½                              |                                 |                                 |  |               |                          |                          |                          |  |               |                                      |                                      |                                      |
|  | União Soviética                               | Boris Gelfand         |                       |                  |                   | 5½                              |                                 |                                 |  |               |                          |                          |                          |  |               |                                      |                                      |                                      |
|  | República Socialista Federativa da Iugoslávia | Predrag Nikolić       | 4½                    |                  |                   |                                 |                                 |                                 |  |               |                          |                          |                          |  |               |                                      |                                      |                                      |
|  | República Socialista Federativa da Iugoslávia | Predrag Nikolić       | 4½                    |                  |                   |                                 |                                 |                                 |  | Inglaterra    | Nigel Short              | 6                        |                          |  |               |                                      |                                      |                                      |
|  |                                               |                       |                       |                  |                   |                                 |                                 |                                 |  | Inglaterra    | Nigel Short              | 6                        |                          |  |               |                                      |                                      |                                      |
|  |                                               | Rússia                | Anatoly Karpov        | 4                |                   |                                 |                                 |                                 |  |               |                          |                          |                          |  |               |                                      |                                      |                                      |
|  | Índia                                         | Rússia                | Anatoly Karpov        | 4                | Viswanathan Anand | 4½                              |                                 |                                 |  |               |                          |                          |                          |  |               |                                      |                                      |                                      |
|  | Índia                                         |                       |                       |                  | Viswanathan Anand | 4½                              |                                 |                                 |  |               |                          |                          |                          |  |               |                                      |                                      |                                      |
|  | União Soviética                               | Alexei Dreev          | 1½                    |                  |                   |                                 |                                 |                                 |  |               |                          |                          |                          |  |               |                                      |                                      |                                      |
|  | União Soviética                               | Alexei Dreev          | 1½                    |                  | Índia             | Viswanathan Anand               | 3½                              |                                 |  |               |                          |                          |                          |  |               |                                      |                                      |                                      |
|  |                                               |                       |                       |                  | Índia             | Viswanathan Anand               | 3½                              |                                 |  |               |                          |                          |                          |  |               |                                      |                                      |                                      |
|  |                                               |                       | União Soviética       | Anatoly Karpov   | 4½                |                                 |                                 |                                 |  |               |                          |                          |                          |  |               |                                      |                                      |                                      |
|  |                                               |                       | União Soviética       | Anatoly Karpov   | 4½                |                                 |                                 |                                 |  |               |                          |                          |                          |  |               |                                      |                                      |                                      |
|  |                                               |                       |                       |                  |                   |                                 |                                 |                                 |  |               |                          |                          |                          |  |               |                                      |                                      |                                      |

## Match pelo título
A FIDE anunciou que o Campeonato Mundial de Xadrez de 1993 seria disputado em Manchester, que o prêmio em dinheiro seria menor do que no último campeonato, e 20% da premiação seria revertida para a entidade. Nigel Short e Garry Kasparov então propuseram jogar uma partida pelo título mundial sem a organização da FIDE. A FIDE então organizou outro match pelo título mundial com os semifinalistas do Torneio de Candidatos.
O match entre Kasparov e Short foi jogado em uma melhor de 24 partidas. 
| Jogador        | 1 | 2 | 3 | 4 | 5 | 6 | 7 | 8 | 9 | 10 | 11 | 12 | 13 | 14 | 15 | 16 | 17 | 18 | 19 | 20 | Total |
| -------------- | - | - | - | - | - | - | - | - | - | -- | -- | -- | -- | -- | -- | -- | -- | -- | -- | -- | ----- |
| Garry Kasparov | 1 | ½ | 1 | 1 | ½ | ½ | 1 | ½ | 1 | ½  | ½  | ½  | ½  | ½  | 1  | 0  | ½  | ½  | ½  | ½  | 12½   |
| Nigel Short    | 0 | ½ | 0 | 0 | ½ | ½ | 0 | ½ | 0 | ½  | ½  | ½  | ½  | ½  | 0  | 1  | ½  | ½  | ½  | ½  | 7½    |